# رويتلينغن
رويتلنغن هي مدينة ألمانية تقع بالقرب من شتوتغارت في ولاية بادن فورتمبرغ. قريبة من توبنغن المدينة المشهورة بدراسة الطب وشعارها النخلة.

## توأمة
لرويتلينغن اتفاقيات توأمة مع كل من:
- أراو
- روآن
- دوشنبه
- Ellesmere Port [الإنجليزية]‏
- ريدينغ
- بواكي
- سولنوك
- بيرنا

## أعلام
- فرديناند هايم
- كارل أوتو شميت
- ماتياس راسيل
- فريدريش لست
- سيباستيان نيرز
- سفين شيبلوك
- غيرد غايزر